# Счастие (линейный корабль)
«Счастие», или «Счастье» (до 25 ноября (6 декабря) 1741 года назвался «Генералиссимус Российский») — парусный линейный корабль Балтийского флота Российской империи, один из кораблей типа «Слава России». Находился в составе флота с 1741 по 1756 год, в вооружённых конфликтах участия не принимал, однако неоднократно участвовал в практических плаваниях и учениях эскадр кораблей Балтийского флота, а по окончании службы был разобран.

## Описание судна
Представитель серии парусных двухдечных линейных кораблей типа «Слава России». Эта серия кораблей была самой многочисленной и одной из самых удачных серий линейных кораблей Российского императорского флота. Корабли серии строились с 1733 по 1774 год на верфях Санкт-Петербурга и Архангельска и принимали участие во всех плаваниях и боевых действиях российского флота в период с 1734 по 1790 год. Всего в рамках серии было построено 58 линейных кораблей. Все корабли этой серии обладали высокими мореходными качествами, хорошей маневренностью и остойчивостью.
Водоизмещение корабля составляло 1200 тонн, длина по сведениям из различных источников от 46,5 до 47,4 метра, ширина от 12,3 до 12,65 метра, а осадка от 5,4 до 5,48 метра. Вооружение судна составляли 66 орудий, включавшие двадцатичетырёх-, двенадцати- и шестифунтовые пушки, а экипаж состоял из 600 человек. Скорость судна при свежем ветре могла достигать восьми узлов.
Первоначально корабль был назван в честь принца Антона Ульбрихта Брауншвейгского, супруга Анны Леопольдовны, который носил чин генералиссимуса российского с 11 (22) ноября 1740 года.

## История службы
Линейный корабль «Генералиссимус Российский» был заложен на Соломбальской верфи 11 (22) июля 1740 года и после спуска на воду 12 (23) мая 1741 года вошёл в состав Балтийского флота России. Строительство вёл корабельный подмастерье, получивший в 1741 году звание корабельного мастера, В. И. Батаков. 25 ноября (6 декабря) 1741 года после государственного переворота и восшествия на российский престол императрицы Елизаветы Петровны корабль был переименован в «Счастие».
Летом 1742 года был подготовлен для перехода в Балтийское море и 19 (30) июля в составе эскадры вице-адмирала П. П. Бредаля вышел из Архангельска. 23 июля (3 августа) разлучился с эскадрой в районе острова Кильдин и продолжил плавание самостоятельно. 21 августа (1 сентября) попал в шторм и получил сильные повреждения: на корабле была сломана грот-мачта, которая при падении убила четырёх матросов и разбила шлюпку. Для исправления повреждений корабль зашел в одну из бухт полуострова Рыбачий, после чего ушел в Кольский залив, где с 17 (28) сентября остался на зимовку в Екатерининской гавани. 6 (17) августа 1743 года покинул Кольский залив и в районе острова Кильдин присоединился к беломорской эскадре под командованием капитана полковничьего ранга В. Ф. Люиса, следовавшей в Балтийское море.
10 (21) августа корабли эскадры попали в полосу сильных штормов, во время которых «Счастие» получил сильные повреждения. 21 августа (1 сентября) в составе отряда из трёх повреждённых во время шторма кораблей отделился от эскадры и вернулся в Екатерининскую гавань, где вновь остался на зимовку. С мая по август следующего 1744 года кораблю удалось совершить удачный переход до Ревеля. Всего за время перехода в результате различных обстоятельств погибли 63 члена экипажа.
Во время кампаний 1745 и 1746 годов выходил в практические плавания в Финский залив в составе эскадр кораблей Балтийского флота. В 1745 году также выходил к крейсерское плавание к мысу Дагерорд, а 22 июля (2 августа) и 23 июля (3 августа) 1746 года участвовал в показательных учениях у Ревеля. 14 (25) августа того же года во время манёвров столкнулся с линейным кораблём «Ревель». Во время столкновения на «Счастии» был повреждён крамбол, а на втором корабле — корма.
По окончании службы в 1756 году корабль «Счастие» был разобран в Кронштадте.

## Командиры корабля
Командирами линейного корабля «Счастие» в разное время в звании капитана полковничьего ранга служили:
- князь М. Несвицкий (1742—1743 годы)[12];
- князь П. А. Барятинский (1744 год)[13];
- Д. Паддон (1745 год)[комм. 6][14];
- Г. Кейзер (1746 год)[15].

### Комментарии
1. ↑  Также в серию входили два корабля «Северный Орёл» 1735 и 1763 годов постройки, два корабля «Ревель» 1735 и 1756 годов постройки, два корабля «Ингерманланд» 1735 и 1752 годов постройки, два корабля «Святой Пётр» 1741 (до 6 (17) декабря 1741 года назвался «Иоанн») и 1760 годов постройки, два корабля «Полтава» 1743 и 1754 годов постройки, два корабля «Святой Александр Невский» 1749 и 1762 годов постройки, два корабля «Москва» 1750 и 1760 годов постройки, корабли «Слава России» (головной корабль серии), «Основание Благополучия», «Леферм», «Благополучие» (до 6 (17) декабря 1741 года назвался «Правительница Российская»), «Екатерина», «Фридемакер», «Лесное», «Архангел Рафаил», «Святая великомученица Варвара», «Святой Сергий», «Святой Иоанн Златоуст» (В 1751 году был переименован в «Святой Иоанн Златоуст второй» в связи с постройкой одноимённого 80-пушечного корабля), «Архангел Гавриил», «Архангел Уриил», «Наталия», «Астрахань», «Рафаил», «Святой Иаков», «Не тронь меня», «Евстафий Плакида», «Святой Иануарий», «Саратов», «Тверь», «Трёх Иерархов», «Трёх святителей», «Европа», «Всеволод», «Ростислав», «Святой Георгий Победоносец», «Граф Орлов», «Память Евстафия», «Победа», «Виктор», «Вячеслав», «Дмитрий Донской», «Мироносиц», «Святой князь Владимир», «Александр Невский», «Борис и Глеб», «Преслава», «Дерись», «Ингерманландия», «Спиридон» и один корабль без названия 1758 года постройки.
2. ↑  155 футов 6 дюймов.
3. ↑  41 фут 6 дюймов.
4. ↑  18 футов.
5. ↑  Англичанин на русской службе оригинал имени Luwis, в русской транслитерации также встречается вариант написания фамилии Лювес.
6. ↑  Англичанин на русской службе, сын шаутбенахта Джорджа Паддона, в российских документах также именовался Георгем Георгиевичем.